# Camille Kouchner
Camille Kouchner (París, 18 de junio de 1975) es una académica francesa, profesora de derecho privado.

## Biografía
Camille Rachel Kouchner nació en París en 1975. Es hija del médico y político Bernard Kouchner y de la escritora y politóloga Évelyne Pisier. Cuando Camille tenía 6 años su madre le anunció que se separaría de Bernard porque nunca estaba en casa. "No se puede ocupar de todos los niños del mundo y de los suyos" decía su madre. Su madre volvió a casarse en 1987, con el politólogo Olivier Duhamel, diez años menor que ella. Camille y su hermano mellizo Antoine tenían 12 años cuando empezó a vivir con ellos.

### Estudios
Camille Kouchner estudió secundaria en el Lycée Henri IV y posteriormente en el Lycée Fénelon en París. Realizó estudios superiores en la Universidad Panthéon-Assas y obtuvo en la Universidad Paris-Nanterre un DEA de derecho sindical y social (1998) y un DEA en teoría y filosofía del Derecho (1999).
En 2004, defendió la tesis doctoral en Derecho privado "Sobre la oponibilidad en el derecho privado", en la Universidad Paris X-Nanterre bajo la dirección de Antoine Lyon-Caen.

### Trayectoria profesional
Profesora de derecho privado, Camille Kouchner se especializa en derecho laboral.
En 2005 es nombrada en la Facultad de Derecho de Amiens donde es miembro del Centro de Derecho Privado y Ciencias Penales (CEPRISCA).
Es miembro del Instituto de Derecho y Salud de la Universidad de París, especialista en derecho social, de contratos y derecho de la salud.
Desde 2009, enseña derecho de las relaciones laborales individuales y el derecho de las relaciones laborales colectivas en la facultad de derecho de la Universidad de París (antes Universidad de París V - París Descartes).
Junto con su trabajo como docente, Camille Kouchner trabaja como abogada. Se colegió en el Colegio de Abogados de París en abril de 2011. Creó Atticus Avocats en octubre de 2013 y participó como socia.

##### Caso Gardasil
Con sus colegas Capucine de Rohan-Chabot y Rachel Lindon, Camille Kouchner representó a pacientes jóvenes víctimas de enfermedades relacionadas con la vacunación contra el virus del papiloma con la vacuna Gardasil de los laboratorios Sanofi Pasteur.
Presentaron una querella a finales de 2013 por lesiones corporales no intencionales y engaño agravado, considerando que se trataba de efectos secundarios de la vacuna. Sus clientes padecen diversas enfermedades raras: Enfermedad de Verneuil, lupus, enfermedad de Guillain Barré, miastenia gravis, hipersomnia idiopática, cuyos síntomas aparecieron dentro de los 15 días a 3 meses después de la vacunación.
Cerca de cincuenta mujeres se unieron en la denuncia  que fueron desestimadas en 2015. Se abrió otra investigación sobre la vacuna de Gardasil que finalmente se cerró con un "no ha lugar" en 2019.

### Posiciones políticas
Durante las elecciones presidenciales de mayo de 2012, se integró al grupo de "362 intelectuales". ciudadanos, estudiantes, interesados en la educación, universidades, investigación, medicina, artes y cultura "Quienes llaman a votar a favor de François Hollande por el conocimiento y la cultura".
En 2017 apoyó al candidato socialista Benoît Hamon.

## La familia grande
El 7 de enero de 2021 publica un libro, La Familia grande, en el que acusa a su padrastro Olivier Duhamel de violación e incesto a su hermano mellizo, a quien en el libro da el nombre ficticio de "Víctor". Tenían 14 años. El libro está dedicado a su tía Marie-France Pisier quien, asegura, fue la única que la escuchó y la creyó y quién le dio fuerza. «No puedes seguir con este monstruo, este pedófilo que abusa de tu hijo. Déjale, ven a mi casa, te doy todo lo que tengo» le dijo Marie-France a su hermana Évelyn, asegura Camille quien, junto a su hermano, se considera también víctima de la situación que vivió. El incesto, asegura, "es el último tabú de la sociedad que nadie quiere mirar a la cara, Évelyn la primera".

## Vida personal
Es sobrina del matemático Gilles Pisier y de la actriz y novelista Marie-France Pisier. Tiene una hermana y cuatro hermanos, incluido un hermano mellizo. Tiene dos hijos con el guionista y director Thomas Bidegain con quien convivió "casi 20 años". Su siguiente pareja fue Louis Dreyfus, presidente de dirección del grupo Le Monde.

## Publicaciones
- Avec Anne Laude et Didier Tabuteau (2009). Rapport sur les droits des malades 2007-2008  Observatoire des droits et responsabilités des personnes en santé.. Presses de l’École des hautes études en santé publique. ISBN 9782859529871.
- Les Droits des malades (textes commentés avec Aurélia Delhaye). éditions Dalloz. avril 2012. ISBN 9782247139217.
- La Familia grande (roman). éditions du Seuil. janvier de 2021. p. 208. ISBN 9782021472660.